# Lorena Rae
Lorena Rae seudónimo de Lorena Rape (Diepholz, Alemania, 8 de julio de 1994), es una modelo alemana.

## Biografía
Nació en Diepholz, Baja Sajonia en una familia de gerentes de alquiler de automóviles.

## Educación
Comenzó sus estudios en un instituto de formación profesional de su lugar de origen, y se graduó de economía en el mismo lugar

### Incursión como modelo
Después de graduarse como economista comenzó su trabajo como modelo para marcas alemanas como Oliver, Thomas Sabo, Hugo Boss y Bijou Brigitte.
A principios de 2017 se mudó a Nueva York para seguir su carrera como modelo; para su carrera internacional cambio su apellido de Rape a "Rae", debido a que Rape traducido al inglés significa "violación". En el mismo año representó la marca L'Oréal en el Festival de Cine de Cannes y apareció en la revista OOB.
Lorena Rae tiene contrato con las agencias The Lions (Nueva York), PMA (Hamburgo), Boss Models (Ciudad del Cabo), Unique Models (Copenhague) y Dulcedo Management (Montreal). En 2018 también estuvo en Next Model Management en Nueva York.
En 2018 modeló para Calzedonia y Shiatzy Chen.

### Incursión en Victoria's Secret
Debutó en el Victoria's Secret Fashion Show 2018 en Nueva York.

## Vida personal
Fue novia del actor norteamericano Leonardo DiCaprio desde mediados del 2017, hasta mediados del 2018, en la actualidad tiene una relación con el DJ CJ Jonness.